# Serie divergente
In matematica, una serie divergente è una serie non convergente e non indeterminata. In altre parole, la successione delle somme parziali diverge, ossia
{\displaystyle \lim _{n\rightarrow +\infty }S_{n}=\lim _{n\rightarrow +\infty }\sum _{i=0}^{n}a_{i}=\pm \infty .}
Equivalentemente, esplicitando la definizione di limite, per ogni {\displaystyle M>0} esiste un indice {\displaystyle m} positivo tale che {\displaystyle |S_{n}|>M} per ogni {\displaystyle n\geq m}.
Contrariamente a quanto appena definito, alcuni testi inseriscono nella definizione di serie divergente anche quella di serie indeterminata, ossia definiscono serie divergente una serie in cui la successione delle somme parziali diverge o non converge. La differenza consiste nell'inserire l'eventualità che non esista il limite {\displaystyle \lim _{n\rightarrow +\infty }S_{n}}.
In una serie convergente il termine generale della serie deve tendere a 0 ed è dunque detto infinitesimo. Così, una serie nella quale il termine generale non tende a 0 è divergente o è indeterminata.
Questa condizione è necessaria, ma non sufficiente, infatti non tutte le serie i cui termini {\displaystyle \{a_{n}\}} tendono a 0 convergono. Il più noto esempio di serie divergente a termini infinitesimi è la serie armonica.
{\displaystyle 1+{\frac {1}{2}}+{\frac {1}{3}}+{\frac {1}{4}}+{\frac {1}{5}}+\cdots =\sum _{n=1}^{\infty }{\frac {1}{n}}=+\infty .}
Osserviamo infatti che, nonostante
{\displaystyle \lim _{n\rightarrow +\infty }a_{n}=\lim _{n\rightarrow +\infty }{\frac {1}{n}}=0,}
la serie diverge. La sua divergenza fu dimostrata dal matematico medievale Nicola d'Oresme.  
In campi specializzati della matematica, valori finiti possono essere assegnati a certe serie divergenti. Il metodo della sommatoria è una funzione parziale che associa alla serie un valore. Per esempio la somma di Cesàro assegna alla serie di Grandi {\displaystyle 1-1+1-1+\ldots } il valore {\displaystyle 1/2}. Il metodo utilizza la media delle somme parziali. Altri metodi possono utilizzare le continuazioni analitiche, le regolarizzazioni e le rinormalizzazioni.
La serie armonica generalizzata {\displaystyle \sum _{n=1}^{\infty }{\frac {1}{n^{\alpha }}}} con {\displaystyle \alpha \in \mathbb {R} } diverge per {\displaystyle \alpha \leq 1} e converge per {\displaystyle \alpha >1}.

## Storia
Prima del diciannovesimo secolo, le serie divergenti erano largamente utilizzate da Eulero e altri, ma spesso portavano a risultati confusi o contraddittori. L'idea di Eulero che ogni serie divergente potesse avere una somma naturale, senza aver ancora definito cosa fosse una serie di questo tipo, era ancora un problema. Cauchy aveva dato una rigorosa definizione di quelle convergenti (criterio di convergenza di Cauchy), per molto tempo le serie divergenti rimasero escluse dal panorama matematico. Esse riapparvero quando Poincaré presentò il suo lavoro sulle serie asintotiche. Nel 1890, Cesàro definì esplicitamente un metodo. Negli anni successivi molti altri matematici diedero altre definizioni, non sempre compatibili: diverse definizioni potevano portare infatti a diversi risultati.